# ورزشگاه دی‌کی‌بی آرنا
ورزشگاه دی‌کی‌بی آرنا (به آلمانی: Deh-Kah-Beh-Arena) ورزشگاهی در شهر روستوک در کشور آلمان است.
بازی‌های خانگی باشگاه فوتبال هانزاروستوک در این ورزشگاه برگزار می‌شود.